# 森郁夫 (実業家)
森 郁夫（もり いくお、1947年8月19日 - ）は、日本の経営者。富士重工業社長を務めた。高知県出身。

## 経歴
1970年に早稲田大学理工学部を卒業し、同年に富士重工業に入社。
2002年6月に執行役員に就任し、2005年6月に常務を経て、2006年6月に社長に就任。社長在任時には、海外事業中心への事業構造に転換し、2010年度には、世界販売台数で過去最高の約66万台を達成。
2011年6月に会長に就任し、翌年6月からは相談役を務めた。

## テレビ出演
- 日経スペシャル カンブリア宮殿 「ぶつからないクルマ」の技術革新で不況を打ち破れ！（2011年2月3日、テレビ東京）[5]